# Thomas Mattsson
Kjell Thomas Mattsson, född 30 september 1971 i Enköping, är en svensk journalist och chefredaktör och ansvarig utgivare för kvällstidningen Expressen mellan 2009 och 2019. Sedan 2019 är han Senior Advisor på Bonnier News och sedan 2020 ordförande för publicistorganisationen Utgivarna samt styrelseledamot i branschorganisationen Tidningsutgivarna.

## Tidig karriär
Thomas Mattsson började sin journalistiska bana under de sena tonåren på Enköpingsposten. Han väckte uppmärksamhet på Expressen då han och en annan ung kollega, på eget bevåg, satte upp väggtidningar runt om i Enköping om att Irakkriget brutit ut. Efter ett kort vikariat på Expressen slutade han, men var tillbaka på Enköpingsposten igen 1994–1998 för att slutligen landa på Expressen 2001, där han verkade fram till 12 juli 2019.

## Editionschef för Expressen
Efter löpsedeln den 27 november 2001, som löd "Gudrun Schyman spelar in erotisk film tillsammans med sin ex-man: 'Man ska bli kåt'" krävde fackklubben på Expressen Mattssons avgång från positionen som editionschef men fick inte gehör för sitt krav. Löpsedeln är en av få i Sverige som har fällts i Högsta domstolen. Tingsrätten friade tidningen från förtalsanklagelser men klandrade tidningen i domslutet för "bedrövligt dålig journalistik". I högre instans bedömdes slutligen löpsedeln vara förtal och dåvarande chefredaktör och ansvarig utgivare Joachim Berner dömdes att böta 60 000 kronor och att betala ett skadestånd på 50 000 kronor.

## Chefredaktör för Expressen
År 2005 blev Mattsson chefredaktör för den digitala utgåvan av Expressen, Expressen.se, men 2009 tillsattes han som chefredaktör även för övriga delar av Expressen, samt ansvarig utgivare för Expressen-editionerna GT och Kvällsposten. Den 12 juli 2019 meddelade han sin avgång som chefredaktör och ansvarig utgivare.

## Vapenbrott
I oktober 2010 införskaffades en insmugglad pistol i Malmö av en reporter på Expressen, som en del av ett granskningsreportage om hur lätt det var att få tag på illegala vapen. Pistolen överlämnades sedan till polisen. För detta dömdes Mattsson, som ansvarig utgivare, i maj 2012, tillsammans med reportern Diamant Salihu och dåvarande nyhetschefen Andreas Johansson, till villkorlig dom och dagsböter för vapenbrott. Domen överklagades till hovrätten som i februari 2013 fastställde tingsrättens dom. Hovrättsdomen överklagades också till Högsta domstolen, som meddelade prövningstillstånd i målet den 28 oktober 2013. I Högsta domstolen fälldes de tre för vapenbrott och domen ändrades från 30 dagsböter och villkorlig dom till 80 dagsböter.

## Priser
- Årets branschpersonlighet (2013)
- Mommapriset (2015) av organisationen Utgivarna[11]